# Wolfgang Weisgram

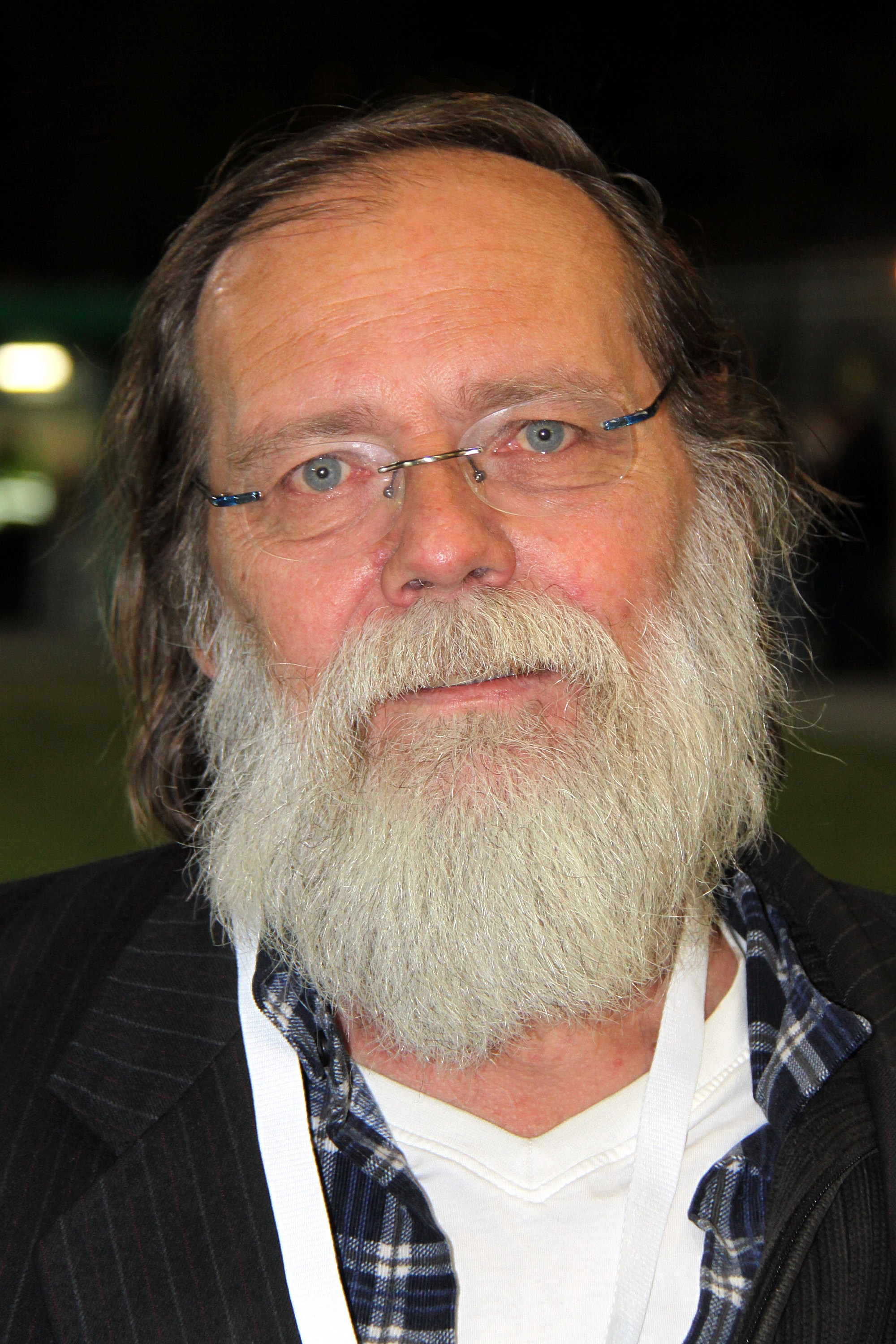
Wolfgang Weisgram (2012)

Wolfgang Weisgram (* 1957 in Wiener Neustadt; † 26. Juli 2024) war ein österreichischer Journalist und freier Autor.

## Leben
Wolfgang Weisgram studierte Theaterwissenschaften und Publizistik. Noch während seines Studiums machte er seine ersten journalistischen Gehversuche als freier Mitarbeiter bei den Wiener Neustädter Nachrichten. Als Journalist war er für die Wiener Stadtzeitung Falter tätig und arbeitete als Sportredakteur und Burgenland-Korrespondent für die österreichische Tageszeitung Der Standard.
Von Matti Lieske wurde sein Roman Im Inneren der Haut in Deutschland auf die Shortlist 2012 zum Fußballbuch des Jahres gesetzt.
Weisgram lebte in Marz im Burgenland und war bis zu deren Tod mit Vera Sebauer (1954–2015), Herausgeberin der Zeitschriften DER SEE und TOPART und Betreuerin der Edition Marlit, verheiratet. Aus der Ehe ging eine Tochter, die Schriftstellerin Johanna Sebauer (* 1988), hervor.

## Publikationen
- mit Johann Skocek: Das Spiel ist das Ernste. Ein Jahrhundert Fußball in Österreich. Echomedia Verlag, Wien 2004, ISBN 3-901761-33-0.
- mit Robert Franta: Ein rundes Leben: Hugo Meisl – Goldgräber des Fußballs. Egoth, Wien 2005, ISBN 3-902480-04-1.
- Im Inneren der Haut. Matthias Sindelar und sein papierernes Fußballerleben. Ein biographischer Roman. Egoth, Wien 2006, ISBN 978-3-902480-21-7.
- MarcosEinSatz oder der lange Augenblick, in dem Zinédine Zidane etwas kurz angebunden war. Eine Tirade. Egoth, Wien 2007, ISBN 978-3-902480-38-5.
- mit Johann Skocek: Wunderteam Österreich. scheiberln, wedeln, glücklich sein. Orac Verlag, Wien 1999, ISBN 3-7015-0357-5.
- mit Karl P. Koban, Johann Skocek: 100 Jahre Rapid. Geschichte einer Legende, Döcker, Wien 1999, ISBN 3-85115-258-1.
- mit Vera Sebauer, Rainer Vesely: Der Neusiedler See. Geschichte, Kultur, Natur, Ausflüge, Wanderungen und angenehme Plätze rund um den See, Falter Verlag, Wien 1994, ISBN 3-85439-126-9.
- mit Vera Sebauer: Der Wienerwald und die Thermenregion. Geschichte, Kultur, Natur, Ausflüge, Wanderungen und angenehme Plätze zwischen Klosterneuburg und dem Triestingtal. Falter Verlag, Wien 1996, ISBN 3-85439-171-4.